# Алан (футболист, р. 1991)
Алан Маркес Лоурейро (роден 8 януари 1991 г.), по-известен като Алан, е бразилски футболист, който играе като централен полузащитник за Ботафого.
Алан започва професионалната си кариера в отбора на Вашко да Гама през 2009 г., след което преминава в Удинезе през 2012 г.
През лятото на 2015 г. се присъединява към състава на Наполи.
Дебютира за националния отбор по футбол на Бразилия през 2018 г. и с него триумфира в турнира Копа Америка през 2019 г.

## Успехи
Вашко да Гама
- Кампеонато Бразилейро Серия Б: 2009
- Копа до Бразил: 2011

Бразилия
- Копа Америка: 2019